# Wiedergeburt (Buddhismus)
Wiedergeburt (Pali: Punabbhava; Sanskrit: punarbhava; auch: Wiederdasein bzw. Wiederwerden oder erneute Existenz) ist im buddhistischen Kontext ein Begriff aus der indischen Philosophie, der bereits vor dem Erscheinen des Gautama Buddha bekannt war. Buddha übernahm den Begriff und passte ihn seinen eigenen Erkenntnissen an.

## Wiedergeburt und Nicht-Selbst
Innerhalb der indischen Philosophie postulierten verschiedene an den Veden orientierte philosophische Strömungen (siehe Astika und Nastika) die Existenz einer "Seele" (Sanskrit: Atmān, Pali: Attā). Buddha jedoch verneinte die Existenz eines Atman und sprach von "Nicht-Selbst" (Sanskrit: Anātman, Pali: Anattā).
Im Buddhismus wird unter Wiedergeburt also nicht das Weitergehen einer Seele wie in manch anderen religiösen Überlieferungen zur Reinkarnation verstanden, sondern ein neues Entstehen des Prozesses der Existenz. Dazu steht im Milindapanha:

„Wieso aber, o Herr, kann es Wiedergeburt geben ohne eine Seelenwanderung? Erkläre mir dies.

Wenn zum Beispiel, o König, ein Mann eine Lampe an einer anderen Lampe anzündet, würde da wohl das Licht der einen Lampe zur anderen Lampe hinüberwandern?"

Nicht doch, o Herr.

Ebenso auch, o König, wird man wiedergeboren, ohne daß dabei irgend etwas hinüberwandert.“

Die Anguttara-Nikaya erläutert den Einfluss von Karma auf die Wiedergeburt:

„Eigner und Erben ihres Wirkens, o Mönche, sind die Wesen, ihrem Wirken entsprossen, mit ihm verknüpft, haben ihr Wirken zur Zuflucht, und die guten und bösen Taten, die sie vollbringen, werden sie zum Erbe haben.“

Das Visuddhimagga unterscheidet im Kapitel Durch die Karmaformationen bedingt ist das Bewußtsein 19 Arten des 'karmagewirkten Bewußtseins' (s. a. Vijnanas).
Zu den ältesten Bildtypen buddhistischer Malerei zählt das Lebensrad (Sanskrit: Bhavachakra), eine Darstellung des 'leidhaften Wiedergeburtenkreislaufs' Samsara.